# Brûlant Secret (film)

Brûlant Secret (Burning Secret) est un film britannico-ouest-allemand réalisé par Andrew Birkin d'après une nouvelle de Stefan Zweig, Brennendes Geheimnis (Brûlant secret), sorti en salles en 1989.

## Synopsis
Lors d'un séjour qu'il fait accompagné de sa mère dans un hôtel de  luxe pour soigner son asthme, le jeune Edmond, âgé de 12 ans fait la connaissance du baron Alexander von Hauenstein, un homme riche et hâbleur qui séduit facilement le jeune garçon, ils deviennent très amis. Le baron l'emmène essayer sa puissante voiture, lui raconte ses exploits guerriers et donne aussi à l'enfant des illusions qui sont parfois cruelles. Car finalement c'est la mère du garçon qui devient vite l'objet de ses attentions, ce que ce dernier accepte mal. Il surprend le baron embrassant sa mère, celle-ci est prête à succomber aux avances d'Alexander alors qu'Edmond a percé les intentions plutôt cyniques de l'homme qui manipule tout le monde. Le garçon fait une fugue pour rejoindre son père resté à Vienne, que fera-t-il de ce secret brûlant ?

## Fiche technique
- Titre français : Brûlant Secret[1]
- Titre original : Burning Secret
- Réalisation : Andrew Birkin
- Directeur de la photographie : Ernest Day
- Production : Carol Lynn Greene, Norma Heyman et Eberhard Junkersdorf.
- Pays d'origine :  Royaume-Uni /  Allemagne de l'Ouest
- Dates de sortie :
  - Italie : septembre 1988 (Mostra de Venise)
  - Allemagne de l'Ouest : 12 janvier 1989
  - Royaume-Uni : 14 avril 1989
  - France :	19 juillet 1989

## Distribution
- Klaus Maria Brandauer: Baron Alexander von Hauenstein
- Faye Dunaway: Mme Sonya Tuchman
- David Eberts: Edmund Tuchman
- Ian Richardson : Mr Tuchman

## Récompenses
- Prix du jury jeune du festival de Bruxelles en 1989.
- Prix spécial du jury pour David Eberts au Festival de Venise en 1989.